# Stinear (sjö)
Stinear är en sjö i Antarktis. Den ligger i Östantarktis. Australien gör anspråk på området. Stinear ligger 6 meter över havet.